# Tautenburg-observatoriet
Tautenburg-observatoriet (tyska: Thüringer Landessternwarte Tautenburg) är ett observatorium i Tautenburger Wald i Thüringen i Tyskland.
Observatoriet har tre teleskop: ett 2-meters spegelteleskop, ett litet automatiserat teleskop TEST (Tautenburg Exoplanet Search Telescope) och en radioteleskopstation.
Det viktigaste astronomiska instrumentet är Alfred Jensch-teleskopet från 1960, ett 2 meter spegelteleskop med sfärisk huvudspegel, tillverkat av Carl Zeiss i Jena. Det är Tysklands näst största teleskop. Teleskopet kan även användas som Schmidtkamera. Med hjälp av Alfred-Jensch-teleskopet har flera exoplaneter och bruna dvärgar upptäckts.
För att särskilt kunna observera exoplaneter genom transitmetoden (en stjärnförmörkelse under en planetpassage) tillkom 2005 TEST-teleskopet. Det finns flera ytterligare instrument, till exempel en Echelle-spektrograf i kupolbyggnadens källare.
Tautenburg-observatoriet deltar sedan 2010 i det internationella projektet LOFAR för observationer av objekt i frekvensområdet från 10 till 240 MHz.
Observatoriet startades 1960 som Institut der Deutschen Akademie der Wissenschaften zu Berlin i närheten av byn Tautenburg, på en höjd av 341 meter.